# Tartas
Tartas is een gemeente in het Franse departement Landes (regio Nouvelle-Aquitaine). De plaats maakt deel uit van het arrondissement Dax. Tartas telde op 1 januari 2022 3.174 inwoners.

## Geografie
De oppervlakte van Tartas bedroeg op 1 januari 2022 30,37 vierkante kilometer; de bevolkingsdichtheid was toen 104,5 inwoners per km².

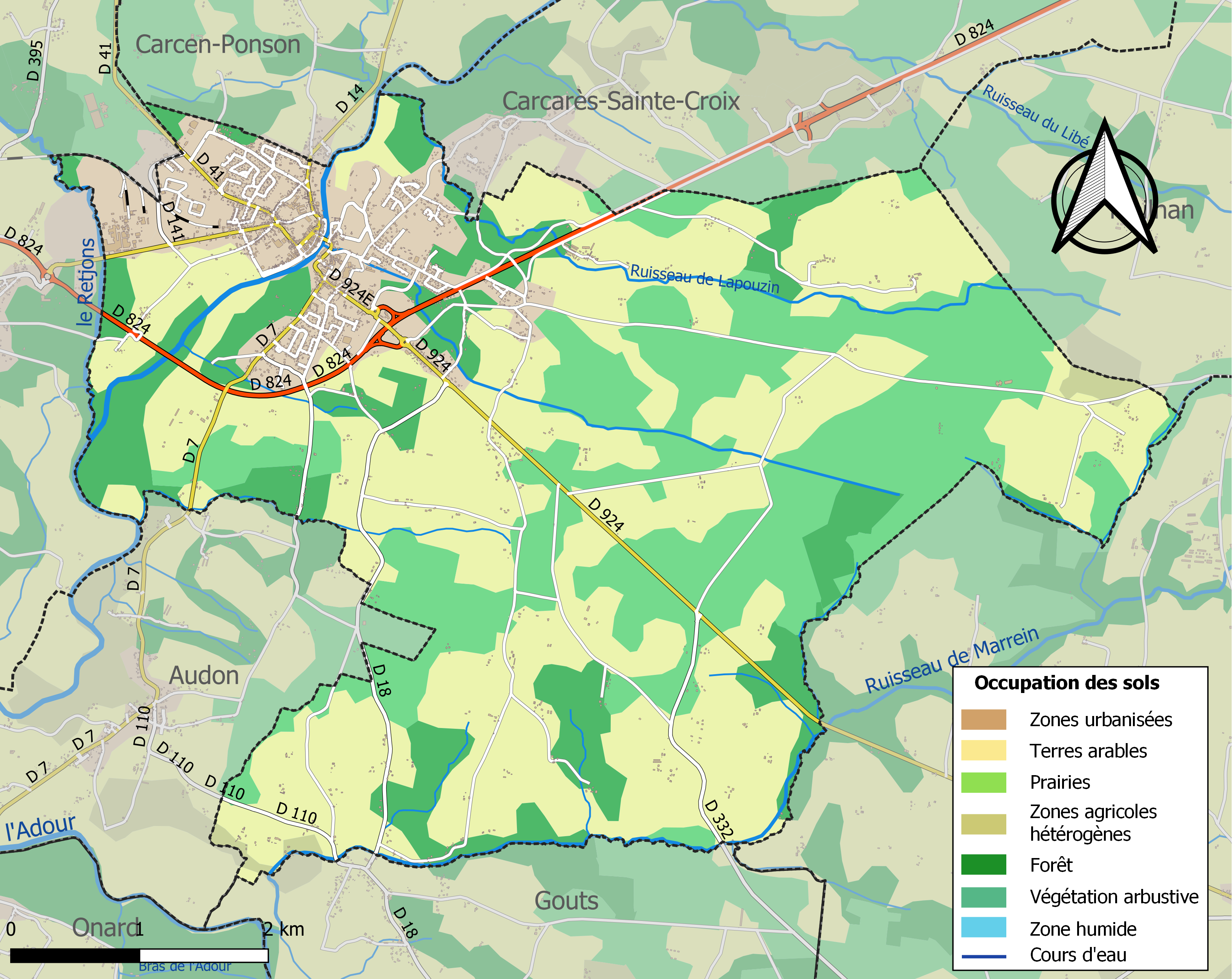
Kaart van de gemeente met de belangrijkste infrastructuur, bodemgebruik en omliggende gemeenten

## Demografie
Onderstaande figuur toont het verloop van het inwonertal (bron: INSEE-tellingen).

## Geboren in Tartas
- François Dupeyron (1950-2016), filmregisseur en schrijver